# Osório Bebber
Osório Claudio Bebber OFMCap (geboren als Claudino Bebber; * 11. Juni 1929 in Flores da Cunha, Rio Grande do Sul; † 13. August 2021 in Caxias do Sul) war ein brasilianischer Ordensgeistlicher und römisch-katholischer Bischof von Joaçaba.

## Leben
Claudino Bebber besuchte ein Kleines Seminar. 1948 trat er der Ordensgemeinschaft der Kapuziner bei, legte 1949 die Profess ab und nahm den Ordensnamen „Osório“ an. Am 13. Februar 1955 empfing er in Flores da Cunha durch den Bischof von Caxias do Sul, Benedito Zorzi, das Sakrament der Priesterweihe.
Papst Johannes Paul II. ernannte ihn am 30. November 1979 zum Koadjutorbischof von Tubarão. Der Apostolische Nuntius in Brasilien, Erzbischof Carmine Rocco, spendete ihm am 2. März 1980 in der Kirche Nossa Senhora de Lourdes in Flores da Cunha die Bischofsweihe; Mitkonsekratoren waren Benedito Zorzi, Bischof von Caxias do Sul, und Anselmo Pietrulla OFM, Bischof von Tubarão. Sein Wahlspruch Omnes Fratres Estis („Ihr alle seid Brüder“) stammt aus Mt 23,8 .
Mit der Emeritierung Anselmo Pietrullas OFM am 17. September 1981 folgte Osório Bebber diesem als Bischof von Tubarão nach. Papst Johannes Paul II. bestellte ihn am 18. Januar 1992 zum Prälaten von Coxim. Die Amtseinführung erfolgte am 8. März desselben Jahres. Am 17. März 1999 wurde Bebber zum Bischof von Joaçaba ernannt.
Am 9. April 2003 nahm Johannes Paul II. das von Osório Bebber vorzeitig vorgebrachte Rücktrittsgesuch an. Bebber lebte anschließend in der Kapuziner-Kommunität Nossa Senhora de Fátima in Vacaria. Er starb im August 2021 im Hospital da Unimed in Caxias do Sul. Sein Grab befindet sich auf dem Friedhof in Flores da Cunha.